# Matteo d'Acquasparta
Matteo d'Acquasparta, también conocido como Mateo de Acquasparta (Acquasparta, c. 1240 - Roma, octubre de 1302) fue un sacerdote franciscano, teólogo, maestro, escritor, ministro general de los Hermanos Menores, cardenal y legado apostólico italiano. 

## Juventud y formación
Mateo nació en Acquasparta, diócesis de Todi (Umbría, Italia) hacia el año 1240. Tomó el hábito de san Francisco en Todi hacia 1260. Estudió en la misma ciudad y en París, donde obtuvo el grado de maestro en teología bajo la guía de los franciscanos John Peckham y Guillermo de la Mare.
No llegó a ser discípulo de Buenaventura de Fidanza, porque éste, en 1257, había sido elegido general de la Orden, pero fue muy grande la influencia del llamado «Seráfico Doctor» en su pensamiento.
Enseñó en París (1275-1276) y luego en Bolonia, sucediendo después a John Peckham como lector del Sacro Palacio en Roma (1279-1287).

## Ministro general
Fue uno de los principales ideólogos de la corriente conventual de la Orden, defendiendo una interpretación abierta de la Regla en materia de pobreza, aprobando que los Hermanos dispusieran de bienes comunes. En este postulado se enfrenta a la corriente de los fraticelli y Dante lo nombra (todavía estaba vivo en el año 1300, en que supuestamente sucede la Divina comedia) en el Paradiso de su Divina Comedia como jefe de la corriente opuesta a Ubertino da Casale.
En el Capítulo de Montpellier, celebrado en 1287, Mateo fue elegido Ministro general; pero muy pronto el papa, también franciscano, Nicolás IV lo retiró de ese cargo al nombrarlo cardenal en 1288.

## Cardenal y legado
Después, el mismo papa lo nombró obispo-cardenal de Porto y Santa Rufina y penitenciario mayor. Dentro de la obra de pacificación de reinos y de ciudades en que estuvieron empeñados los pontífices, Mateo apoyó al Papa de palabra y por escrito, y Bonifacio VIII le encomendó en 1300 importantes legaciones en Lombardía, Romaña y Toscana.
A pesar de ser considerado de carácter bondadoso, conciliador y prudente, mucho tuvo que sufrir por los enfrentamientos de güelfos y gibelinos, sin lograr siempre sus objetivos. Murió en Roma a finales de octubre de 1302 y fue enterrado en la Basílica de Santa María en Aracoeli.

## Obras
Mateo de Aquasparta escribió varios Comentarios a las Sentencias, Cuestiones disputadas y quodlibetales, De cognitione, De anima separata, De fide, etc. Escribió también una Introducción general a la Sagrada Escritura, sobre Cristo, etc.
Es conocida su idea de que la autoridad del sumo pontífice es tal que se extiende de hecho a quienes no son cristianos. Este enunciado será luego retomado por Bonifacio VIII en la bula Unam Sanctam.
Doctrinalmente se opone al tomismo, aunque sin animosidad, defendiendo y secundando abiertamente el pensamiento bonaventuriano y las tesis de san Agustín, al que considera como «el Doctor principal, a quien los doctores católicos, y principalmente los teólogos, deben seguir».